# Ялтинський автовокзал
Ялтинський автовокзал — автобусний вокзал у місті Ялті, розташований за адресою: вулиця Московська, 8. Поєднує автобусним сполученням всі курорти Криму.

## Історія
Комплекс автовокзалу був збудований до 50-річчя радянської влади колективами Мінавтотранспорту і шосейних доріг УРСР, «Головшляхбуду» і «Ялтаспецбуду» за проектом архітектора Тбіліської філії «Союзспецпроекту» пана Чахава Г. В. в грудні 1966 року.

меморіальна дошка

18 травня 2015 року на будівлі автовокзалу відкрили меморіальну дошку в пам'ять про 71-річчя депортації кримськотатарського народу.